# O Processo de Joana d'Arc
O Processo de Joana d'Arc (em francês:  Procès de Jeanne d'Arc) é um filme francês de 1962, do gênero drama biográfico, dirigido e coescrito por Robert Bresson. Estrelado por Florence Delay, Jean-Claude Fourneau, Roger Honorat e Marc Jacquier, venceu o Prêmio do Júri do Festival de Cannes.

## Elenco
- Florence Delay –  Joana d'Arc
- Jean-Claude Fourneau –  bispo Cauchon
- Roger Honorat –  Jean Beaupere
- Marc Jacquier –  Jean Lemaitre
- Jean Gillibert –  Jean de Chatillon
- Michel Herubel –  Isambert de la Pierre
- André Régnier –  D'Estivet
- Arthur Le Bau –  Jean Massieu
- Marcel Darbaud –  Nicolas de Houppeville
- Philippe Dreux –  Martin Ladvenu
- Paul-Robert Mimet –  Guillaume Erard
- Gérard Zingg –  Jean-Lohier